# Tamchekett
Tamchekett este o comună din departamentul Tamchekett, Regiunea Hodh El Gharbi, Mauritania, cu o populație de 1.915 locuitori.